# Juan Pablo Domínguez
Juan Pablo „Juanpi” Domínguez Chonteco (ur. 30 października 1998 w Ecatepec de Morelos) – meksykański piłkarz występujący na pozycji prawego skrzydłowego, od 2023 roku zawodnik Toluki.